# September (Deborah Cox-låt)
"September" är en hiphop-inspirerad R&B-låt framförd av den kanadensiska sångerskan Deborah Cox, komponerad av Steven "Stevie J" Jordan, Teddy Turpin, Gordon Chambers och sångerskan själv till hennes andra studioalbum One Wish.
I låten sjunger Cox sentimentalt om när hon förälskade sig i september föregående år. "September" gavs ut som en radiosingel i USA år 1998. Den 6 september 1999 gavs låten ut i både Kanada och Europa, dock fortfarande som enbart en radiosingel utan någon medföljande musikvideo eller marknadsföring. Låten misslyckades därför att ta sig in på några singellistor.

## Format och innehållsförteckningar
- 12" amerikansk promosingel

1. "September" (Album Version) - 5:20
2. "September" (Instrumental) - 5:20
3. "September" (Acappella) - 5:15

- Europeisk CD/Maxi-singel

1. "September" (Radio Mix) - 3:41
2. "September" (Amber Remix) - 4:23
3. "September" (KayGee Remix) - 4:12
4. "September" (Album Version) - 4:45
5. "September" (Album Version (Instrumental)) - 5:20

- Kanadensisk CD-singel

1. "September" (Radio Mix) - 4:02

## Musikmedverkande
- Bakgrundssång - Deborah Cox, Gordon Chambers
- Chefsprod. - Clive Davis
- Producent - Steven "Stevie J" Jordan
- Inspelning/Mixning - Ted Wohlsen
- Låttext - D. Cox, G. Chambers, S. Jordan, T. "Sonny Boy" Turpin